# Strug (Czarnogóra)
Strug (cyr. Струг) – wieś w Czarnogórze, w gminie Šavnik. W 2011 roku liczyła 55 mieszkańców.